# Top Gear (revistă)
Top Gear este o revistă auto cu apariție lunară din Marea Britanie, deținută de BBC și numită după programul TV Top Gear realizat de aceeași companie.
Top Gear este cea mai cunoscută revistă auto din lume, cu ajutorul show-ului TV care are o audiență de 1 miliard de telespectatori, fiind a doua cea mai vizionată emisiune din lume după Oprah.
Emisiunea Top Gear atinge un public din peste 94 de țări, iar revista Top Gear are 49 de ediții internaționale care ocupă toate locul 1 în zona revistelor auto din regiunile respective.
Revista este prezentă și în România din mai 2005, fiind publicată de trustul Intact Media Group. Publicarea revistei Top Gear România a fost oprită în ianuarie 2016, dar a revenit pe 24 februarie 2021.